# Isaac Rochussen
Isaac Rochussen o Isaac Rockesen (1631-1710) fue un corsario y pirata holandés del siglo XVII durante la segunda y tercera guerra anglo-neerlandesa. Su captura de The Falcon, un mercante perteneciente a la Compañía de las Indias Orientales, es considerada una de las capturas más valiosas de finales del siglo XVII por parte de la marina holandesa.

## Biografía
Isaac Rochussen nació en la ciudad de Vlissingen, aunque se registra poco de su vida. Fue un corsario o pirata activo durante la segunda y tercera guerra anglo-neerlandesa Rochussen capturó un barco mercante inglés llamado The Falcon cerca de las islas Sorlingas el 7 de julio de 1672. Los corsarios eran barcos armados que operaban bajo una "lettre de marque" o licencia otorgada por un gobierno, lo que les permitía atacar barcos enemigos y tomar su carga como botín. 
Durante la segunda y tercera guerra anglo-neerlandesa, muchos corsarios se unieron a la lucha, lo que aumentó la incidencia de los ataques a los barcos mercantes. La captura se vendió en 350 000 monedas de oro, el pago más alto en el momento en que un barco y una carga promedio costaban solo unos pocos miles o, en el mejor de los casos, decenas de miles de dorados. A partir de entonces, los holandeses se refirieron al Halcón como De Gouden Valk (o El Halcón Dorado). El propio Rochussen recibió una medalla de oro del armador por esta captura. Más tarde se convirtió en un exitoso corsario en sus últimos años de vida, oficio seguido por su hijo Isaac Rochussen Jr, antes de su muerte en 1710.